# Liste der Abkürzungen antiker Autoren und Werktitel/R
| Abk. Autor         | Autor                                                           | Autor | Edition                                                                                  |
|                    | Abk. Werk                                                       | Werktitel | Deutscher Titel                                                                          |
| ------------------ | --------------------------------------------------------------- | --- | ---------------------------------------------------------------------------------------- |
| R. Gest. div. Aug. | Res gestae divi Augusti                                         | Res gestae divi Augusti                                                                                            |                                                                                          |
| RAC                | Reallexikon für Antike und Christentum                          | Reallexikon für Antike und Christentum                                                                             | Theodor Klauser et al. (Stuttgart 1950 ff)                                               |
| RE                 | Paulys Realencyclopädie der classischen Altertumswissenschaft   | Paulys Realencyclopädie der classischen Altertumswissenschaft                                                      | August Friedrich Pauly, Georg Wissowa (1893–1978)                                        |
| Reg1, Reg2         | 1., 2. Buch der Könige (Liber Regum I, II)                      | 1., 2. Buch der Könige (Liber Regum I, II)                                                                         |                                                                                          |
| RevelEsr           | Esra-Apokalypse (Revelatio Esdrae)                              | Esra-Apokalypse (Revelatio Esdrae)                                                                                 |                                                                                          |
| Rhet. Her.         | Rhetorica ad Herennium                                          | Rhetorica ad Herennium                                                                                             |                                                                                          |
| Rhet. Gr., Walz    | Rhetores Graeci                                                 | Rhetores Graeci | Ernst Christian Walz (Stuttgart 1832ff)                                                  |
| Rhet. Gr. Sp.      | Rhetores Graeci                                                 | Rhetores Graeci | Leonhard Spengel (Leipzig 1853 ff)                                                       |
| Rhint.             | Rhinton                                                         | Rhinton |                                                                                          |
| RHSh               | Talmudtraktat Rosch ha-Schana                                   | Talmudtraktat Rosch ha-Schana                                                                                      |                                                                                          |
| Ri                 | Buch der Richter                                                | Buch der Richter                                                                                                   |                                                                                          |
| RIC                | Roman Imperial Coinage                                          | Roman Imperial Coinage                                                                                             | Harold Mattingly, Edward Allen Sydenham u. a. (London 1923ff., 2. Aufl., London 2007ff.) |
| Rit.Rom.           | Rituale Romanum                                                 | Rituale Romanum |                                                                                          |
| Röm (Rom)          | Brief des Paulus an die Römer (Pauli epistula ad Romanos)       | Brief des Paulus an die Römer (Pauli epistula ad Romanos)                                                          |                                                                                          |
| Roscher            | Ausführliches Lexikon der griechischen und römischen Mythologie | Ausführliches Lexikon der griechischen und römischen Mythologie                                                    | Wilhelm Heinrich Roscher (Leipzig 1884–1937)                                             |
| RPC                | Roman Provincial Coinage                                        | Roman Provincial Coinage                                                                                           | Andrew M. Burnett, Michel Amandry (London, Paris 1992ff., )                              |
| RRC                | Roman Republican Coinage                                        | Roman Republican Coinage                                                                                           | Michael Crawford (New York 1974)                                                         |
| RSGR               | Répertoire de la statuaire grecque et romaine                   | Répertoire de la statuaire grecque et romaine                                                                      | Salomon Reinach (Paris 1897–1924)                                                        |
| Rt                 | Buch Rut                                                        | Buch Rut |                                                                                          |
| Ruf.               | Rufus von Ephesos                                               | Rufus von Ephesos                                                                                                  |                                                                                          |
|                    | anat.                                                           | de anatomia partium corporis humani Περὶ ἀνατοµῆς τῶν τοῦ ἀνθρώπου µορίων (Perì anatomês tôn toû anthrṓpou moríōn) | Anatomie der Teile des menschlichen Körpers                                              |
|                    | onom.                                                           | de corporis humani appellationibus Περὶ ὀνοµασίας τῶν ἐν ἀνθρώπῳ µορίων (Perì onomasías tôn en anthrṓpōi moríōn)   | Über die Namen der Teile des menschlichen Körpers                                        |
|                    | pod.                                                            | de podagra Περὶ τῶν κατ’ ἄρθρα νοσηµάτων (Perì tôn kat’ árthra nosēmátōn)                                          | Über die Gicht                                                                           |
|                    | quaest. med.                                                    | quaestiones medicinales Ἰατρικὰ ἐρωτήµατα (Iatrikà erōtḗmata)                                                      | Medizinische Fragen                                                                      |
|                    | ren. ves.                                                       | de renum et vesicae morbis Περὶ τῶν ἐν νεϕροῖς καὶ κύστει παθῶν (Perì tôn en nephroîs kaì kýstei pathôn)           | Über Krankheiten der Blase und der Nieren                                                |
|                    | sat. gon.                                                       | de satyriasi et gonorrhoea Περὶ σατυριασµοῦ καὶ γονορροίας (Perì satyriasmoû kaì gonorrhoías)                      | Über Satyriasis und Gonorrhoe                                                            |
|                    | syn. puls.                                                      | synopsis pulsuum Σύνοψις περὶ σφυγµῶν (Sýnopsis perì sphygmôn)                                                     |                                                                                          |
| Rufin.             | Rufinus von Aquileia                                            | Rufinus von Aquileia                                                                                               |                                                                                          |
|                    | apol. adv. Hier.                                                | apologia adversus Hieronymum                                                                                       |                                                                                          |
|                    | hist.                                                           | Eusebii historia ecclesiastica translata et continuata                                                             |                                                                                          |
| Rut (Ruth)         | Buch Rut                                                        | Buch Rut |                                                                                          |
| Rut. Nam.          | Rutilius Claudius Namatianus                                    | Rutilius Claudius Namatianus                                                                                       |                                                                                          |
|                    |                                                                 | de reditu suo |                                                                                          |
| RutR               | Rut Rabba                                                       | Rut Rabba | s. Midrasch Rabba                                                                        |
| RutS               | Rut Zuta                                                        | Rut Zuta | s. Midrasch Zuta                                                                         |
| RVAp               | The Red-Figured Vases of Apulia                                 | The Red-Figured Vases of Apulia                                                                                    | A. D. Trendall, Alexander Cambitoglou (Oxford 1978ff.)                                   |

| Legende zu den Farben der Autoreneinträge | Legende zu den Farben der Autoreneinträge | Legende zu den Farben der Autoreneinträge | Legende zu den Farben der Autoreneinträge                                                      |
| ----------------------------------------- | ----------------------------------------- | ----------------------------------------- | ---------------------------------------------------------------------------------------------- |
|                                           | Autor                                     | Autor                                     | Autorenabkürzung                                                                               |
| SW                                        | Sammelwerk                                | Sammelwerk                                | Sammlung oder Sammelwerk (sowohl moderne als auch antike)                                      |
| AN                                        | Anonym                                    | Anonym                                    | Schrift eines einzelnen, unbekannten Autors                                                    |
| BS                                        | Biblische Schrift                         | Biblische Schrift                         | Schrift des AT oder NT (auch Apokryphen)                                                       |
| RS                                        | Rabbinische Schrift                       | Rabbinische Schrift                       | Mischna, Talmud und sonstige hebräische, nichtbiblische Schrift                                |
| X                                         | Sonstiges                                 | Sonstiges                                 | Abkürzung von Lexikon, Referenz- oder Nachschlagewerk, Schriftreihe etc.; allgemeine Abkürzung |